# Wealth Planet Perugia Volley 2019-2020
Questa voce raccoglie le informazioni riguardanti la Wealth Planet Perugia Volley nelle competizioni ufficiali della stagione 2019-2020.

## Stagione

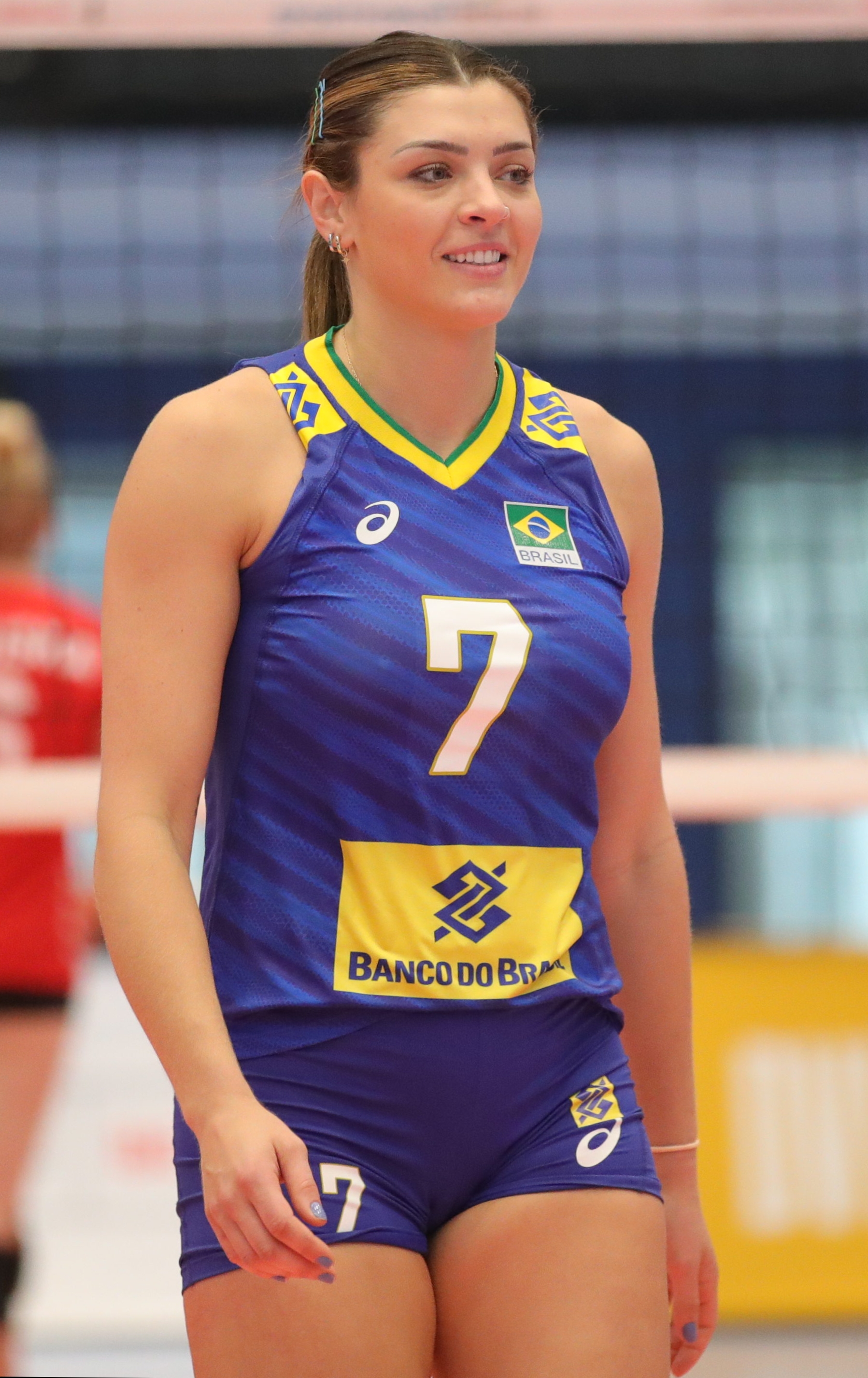
Rosamaria Montibeller, neoacquisto e protagonista tra le neopromosse perugine: l'opposto brasiliana sarà seconda in campionato per rendimento e attacchi vincenti, dietro solo a Mingardi della Millenium Brescia.

La stagione 2019-20 è per la Wealth Planet Perugia Volley, col nome sponsorizzato di Bartoccini Fortinfissi Perugia, la prima in Serie A1: la società infatti conquista la promozione dopo aver vinto la Serie A2 2018-19. Viene confermato l'allenatore, Fabio Bavari, e alcuni autrici della promozione come Luisa Casillo, Eleonora Bruno e Ilaria Demichelis: tra i nuovi acquisti quelli di Veronica Angeloni, Rosamaria Montibeller, August Raskie, Regiane Bidias e Ema Strunjak, mentre tra le cessioni quelle di Melissa Donà, Irina Smirnova e Chiara Lapi.
Il campionato si apre con sei sconfitte consecutive: la prima vittoria arriva alla settima giornata contro la Millenium Brescia, seguita da un nuovo stop e poi un successo sull'Imoco; il club di Perugia perde le ultime quattro partite disputate nel girone di andata, chiudendo al quattordicesimo e ultimo posto in classifica, non utile per qualificarsi alla Coppa Italia. Il girone di ritorno comincia con l'affermazione sul Chieri '76, a cui però seguono quattro sconfitte; dopo il successo sul Bergamo, il campionato viene prima sospeso e poi definitivamente interrotto a causa del diffondersi in Italia della pandemia di COVID-19: al momento dell'interruzione la squadra stazionava al tredicesimo posto in classifica.

## Organigramma societario
Area direttiva
- Presidente: Antonio Bartoccini

Area tecnica
- Allenatore: Fabio Bovari
- Allenatore in seconda: Daniele Panfili

## Rosa
| N° | Nome                  | Ruolo | Data di nascita   | Nazionalità sportiva |
| -- | --------------------- | ----- | ----------------- | -------------------- |
| 1  | Luisa Casillo         | C     | 8 luglio 1988     | Italia               |
| 3  | Eleonora Bruno        | L     | 15 aprile 1994    | Italia               |
| 5  | Regiane Bidias        | S     | 2 ottobre 1986    | Brasile              |
| 6  | Giada Cecchetto       | L     | 6 giugno 1991     | Italia               |
| 7  | Rosamaria Montibeller | O     | 9 aprile 1994     | Brasile              |
| 8  | August Raskie         | P     | 13 dicembre 1996  | Stati Uniti          |
| 9  | Ilaria Demichelis     | P     | 27 agosto 1987    | Italia               |
| 11 | Sara Menghi           | C     | 18 maggio 1983    | Italia               |
| 12 | Veronica Angeloni     | S     | 6 luglio 1986     | Italia               |
| 13 | Ema Strunjak          | C     | 24 settembre 1999 | Croazia              |
| 14 | Rebecka Lazić         | S     | 24 settembre 1994 | Svezia               |
| 16 | Veronica Taborelli    | O     | 22 marzo 1994     | Italia               |
| 17 | Giulia Mio Bertolo    | C     | 24 maggio 1995    | Italia               |
| 19 | Aleksandra Crnčević   | S     | 30 maggio 1987    | Serbia               |
| 21 | Giulia Pascucci       | S     | 29 settembre 1993 | Italia               |

## Mercato
| Acquisti | Acquisti              | Acquisti         | Acquisti   |
| R.       | Nome                  | da               | Modalità   |
| -------- | --------------------- | ---------------- | ---------- |
| S        | Veronica Angeloni     | Marsala          | definitivo |
| S        | Regiane Bidias        | ŁKS              | definitivo |
| L        | Giada Cecchetto       | Zambelli Orvieto | definitivo |
| S        | Aleksandra Crnčević   | -                | definitivo |
| C        | Sara Menghi           | Cuneo Granda     | definitivo |
| C        | Giulia Mio Bortolo    | Casalmaggiore    | definitivo |
| O        | Rosamaria Montibeller | Praia Clube      | definitivo |
| S        | Rebecka Lazić         | Kalisz           | definitivo |
| P        | August Raskie         | Oregon           | definitivo |
| C        | Ema Strunjak          | Bergamo          | definitivo |
| O        | Veronica Taborelli    | Marsala          | definitivo |

| Cessioni | Cessioni            | Cessioni             | Cessioni   |
| R.       | Nome                | a                    | Modalità   |
| -------- | ------------------- | -------------------- | ---------- |
| C        | Diletta Bigini      | ?                    | definitivo |
| S        | Michela Catena      | Civitavecchia        | definitivo |
| S        | Melissa Donà        | Aragona              | definitivo |
| O        | Eleonora Fastellini | San Giustino         | definitivo |
| P        | Ludovica Marchi     | Golem                | definitivo |
| S        | Giulia Gierek       | Foligno              | definitivo |
| C        | Giulia Kotlar       | Florens Vigevano     | definitivo |
| C        | Chiara Lapi         | Megavolley           | definitivo |
| S        | Carolina Santibacci | Ponte Felcino        | definitivo |
| O        | Irina Smirnova      | Helvia Recina        | definitivo |
| S        | Giulia Pascucci     | Libertas Martignacco | definitivo |
| S        | Giulia Pietrelli    | Roma Club            | definitivo |
| O        | Veronica Taborelli  | Helvia Recina        | definitivo |

## Risultati

### Serie A1

#### Girone di andata
| 1ª giornata - 13 ottobre 2019 PalaMaddalene, Chieri            | Chieri '76            | 3 - 1 | Wealth Planet Perugia | 25-23, 25-19, 22-25, 25-15        |
| 2ª giornata - 20 ottobre 2019 PalaEvangelisti, Perugia         | Wealth Planet Perugia | 1 - 3 | Casalmaggiore         | 22-25, 25-22, 21-25, 17-25        |
| 3ª giornata - 26 ottobre 2019 Nelson Mandela Forum, Perugia    | San Casciano          | 3 - 0 | Wealth Planet Perugia | 28-26, 25-23, 25-22               |
| 4ª giornata - 31 ottobre 2019 PalaEvangelisti, Perugia         | Wealth Planet Perugia | 2 - 3 | Filottrano            | 26-24, 25-21, 13-25, 23-25, 13-15 |
| 5ª giornata - 7 novembre 2019 PalaEvangelisti, Perugia         | Wealth Planet Perugia | 1 - 3 | UYBA                  | 18-25, 17-25, 25-18, 13-25        |
| 6ª giornata - 10 novembre 2019 Palazzetto dello sport, Bergamo | Bergamo               | 3 - 2 | Wealth Planet Perugia | 19-25, 22-25, 25-18, 25-22, 15-10 |
| 7ª giornata - 16 novembre 2019 PalaEvangelisti, Perugia        | Wealth Planet Perugia | 3 - 0 | Millenium Brescia     | 25-22, 25-22, 25-23               |
| 8ª giornata - 24 novembre 2019 PalaVignola, Caserta            | VolAlto Caserta       | 3 - 0 | Wealth Planet Perugia | 25-16, 25-21, 25-20               |
| 9ª giornata - 12 dicembre 2019 PalaEvangelisti, Perugia        | Wealth Planet Perugia | 3 - 2 | Imoco                 | 25-15, 23-25, 25-18, 17-25, 15-10 |
| 10ª giornata - 8 dicembre 2019 PalaEvangelisti, Perugia        | Wealth Planet Perugia | 1 - 3 | Savino Del Bene       | 14-25, 25-20, 25-27, 13-25        |
| 11ª giornata - 15 dicembre 2019 PalaTerdoppio, Novara          | AGIL                  | 3 - 1 | Wealth Planet Perugia | 25-13, 20-25, 25-17, 25-19        |
| 12ª giornata - 22 dicembre 2019 PalaEvangelisti, Perugia       | Wealth Planet Perugia | 0 - 3 | Pro Victoria          | 18-25, 22-25, 20-25               |
| 13ª giornata - 26 dicembre 2019 PalaCastagnaretta, Cuneo       | Cuneo Granda          | 3 - 1 | Wealth Planet Perugia | 25-13, 14-25, 25-16, 25-13        |

#### Girone di ritorno
| 14ª giornata - 15 gennaio 2020 PalaEvangelisti, Perugia       | Wealth Planet Perugia | 3 - 2 | Chieri '76            | 20-25, 25-22, 25-17, 17-25, 15-12 |
| 15ª giornata - 19 gennaio 2020 PalaRadi, Cremona              | Casalmaggiore         | 3 - 1 | Wealth Planet Perugia | 25-17, 25-20, 17-25, 25-12        |
| 16ª giornata - 26 gennaio 2020 PalaEvangelisti, Perugia       | Wealth Planet Perugia | 1 - 3 | San Casciano          | 25-19, 19-25, 23-25, 17-25        |
| 17ª giornata - 8 febbraio 2020 PalaTriccoli, Jesi             | Filottrano            | 3 - 2 | Wealth Planet Perugia | 22-25, 18-25, 25-19, 25-13, 15-12 |
| 18ª giornata - 12 febbraio 2020 PalaPiantanida, Busto Arsizio | UYBA                  | 3 - 1 | Wealth Planet Perugia | 25-18, 25-18, 22-25, 25-17        |
| 19ª giornata - 16 febbraio 2020 PalaEvangelisti, Perugia      | Wealth Planet Perugia | 3 - 2 | Bergamo               | 25-17, 19-25, 25-22, 21-25, 15-11 |
| 20ª giornata - 19 marzo 2020 PalaGeorge, Montichiari          | Millenium Brescia     | -     | Wealth Planet Perugia | annullata                         |
| 21ª giornata - 31 marzo 2020 PalaEvangelisti, Perugia         | Wealth Planet Perugia | -     | VolAlto Caserta       | annullata                         |
| 22ª giornata - 4 aprile 2020 PalaVerde, Villorba              | Imoco                 | -     | Wealth Planet Perugia | annullata                         |
| 23ª giornata - 8 marzo 2020 Palazzetto dello Sport, Scandicci | Savino Del Bene       | -     | Wealth Planet Perugia | annullata                         |
| 24ª giornata - 14 marzo 2020 PalaEvangelisti, Perugia         | Wealth Planet Perugia | -     | AGIL                  | annullata                         |
| 25ª giornata - 21 marzo 2020 Palazzetto dello Sport, Monza    | Pro Victoria          | -     | Wealth Planet Perugia | annullata                         |
| 26ª giornata - 28 marzo 2020 PalaEvangelisti, Perugia         | Wealth Planet Perugia | -     | Cuneo Granda          | annullata                         |

## Statistiche

### Statistiche di squadra
| Competizione | Punti | In casa | In casa | In casa | In trasferta | In trasferta | In trasferta | Totale | Totale | Totale |
| Competizione | Punti | G       | V       | P       | G            | V            | P            | G      | V      | P      |
| ------------ | ----- | ------- | ------- | ------- | ------------ | ------------ | ------------ | ------ | ------ | ------ |
| Serie A1     | 12    | 10      | 4       | 6       | 9            | 0            | 9            | 19     | 4      | 15     |
| Totale       | -     | 10      | 4       | 6       | 9            | 0            | 9            | 19     | 4      | 15     |

G = partite giocate; V = partite vinte; P = partite perse

### Statistiche dei giocatori
| Giocatore      | Serie A1 | Serie A1 | Serie A1 | Serie A1 | Serie A1 | Totale | Totale | Totale | Totale | Totale |
| Giocatore      | P        | PT       | AV       | MV       | BV       | P      | PT     | AV     | MV     | BV     |
| -------------- | -------- | -------- | -------- | -------- | -------- | ------ | ------ | ------ | ------ | ------ |
| V. Angeloni    | 19       | 128      | 106      | 12       | 10       | 19     | 128    | 106    | 12     | 10     |
| R. Bidias      | 18       | 200      | 174      | 17       | 9        | 18     | 200    | 174    | 17     | 9      |
| E. Bruno       | 7        | 0        | 0        | 0        | 0        | 7      | 0      | 0      | 0      | 0      |
| L. Casillo     | 17       | 60       | 32       | 21       | 7        | 17     | 60     | 32     | 21     | 7      |
| G. Cecchetto   | 17       | 0        | 0        | 0        | 0        | 17     | 0      | 0      | 0      | 0      |
| A. Crnčević    | 5        | 29       | 25       | 3        | 1        | 5      | 29     | 25     | 3      | 1      |
| I. Demichelis  | 17       | 14       | 3        | 8        | 3        | 17     | 14     | 3      | 8      | 3      |
| R. Lazić       | 16       | 74       | 58       | 9        | 7        | 16     | 74     | 58     | 9      | 7      |
| S. Menghi      | 17       | 52       | 40       | 9        | 3        | 17     | 52     | 40     | 9      | 3      |
| G. Mio Bertolo | 10       | 69       | 40       | 26       | 3        | 10     | 69     | 40     | 26     | 3      |
| R. Montibeller | 19       | 382      | 346      | 32       | 4        | 19     | 382    | 346    | 32     | 4      |
| G. Pascucci    | 8        | 4        | 4        | 0        | 0        | 8      | 4      | 4      | 0      | 0      |
| A. Raskie      | 18       | 35       | 25       | 7        | 3        | 18     | 35     | 25     | 7      | 3      |
| E. Strunjak    | 15       | 79       | 57       | 15       | 7        | 15     | 79     | 57     | 15     | 7      |
| V. Taborelli   | 5        | 2        | 2        | 0        | 0        | 5      | 2      | 2      | 0      | 0      |

P = presenze; PT = punti totali; AV = attacchi vincenti; MV = muri vincenti; BV = battute vincenti